# Lepturonota tristis
Lepturonota tristis là một loài bọ cánh cứng trong họ Cerambycidae.